# Сусаки
 Сусаки  (јап. 須崎市) град је у Јапану у префектури Кочи. Према попису становништва из децембра 2011. у граду је живело 24.823 становника. Град је основан 1. октобра 1954. год.

## Становништво
Према подацима са пописа, у граду је 2011. године живело 24.823 становника.
| 1995.  | 2000.  | 2005.  |
| ------ | ------ | ------ |
| 28.742 | 27.569 | 26.039 |